# Дридзис
Дридзис (на латвийски: Drīdzis, произношение на латгалски – Дрейдзс, Дрейдзис) е най-дълбокото езеро в Латвия, разположено в областта Латгалия, недалеч от границата с Беларус, между градовете Аглона, Краслава и Дагда. Намира се в границите на охраняемата зона на едноименния природен парк. През 2009 г. постъпва предложение официалното име на езерото да бъде заменено с латгалското му произношение Дрейдзс. Сеймът го отхвърля, заедно с предложенията за преименуване на ред латгалски езера в съответствие с местното обозначение.

## География
Езерото е формирано през Ледниковия период, а произходът му е субглациален. Релефът на дъното му е интересен и разнообразен. Покрито е с пясъци и тинест слой с дебелина около 5 m. Максималната му дълбочина е 65,1 m, а средната – 12,8 m. Дължината му е 11 km, а максималната ширина – 1 km, въпреки че в по-голямата си част тя е само няколкостотин метра. Общата му площ не е голяма – 75 km2.
В миналото Дридзис е било част от река и днес формата му повтаря речното русло, като се извива и кривѝ. В езерото има много полуострови, заливчета и извивки. В него са разположени и 9 островчета, най-голямо от които е остров Бернату, с площ от 13,9 ha. Други сравнително големи острови са Liepu, Apsu, Zema, Upes, Pizanu. Общата площ на всички острови е 18,7 ha.
Езерото е обкръжено от хълмист терен и се съединява чрез ручеи и рекички със Сиверс, друго известно латвийско езеро. Оттокът му се осъществява само от една река – Ценцупе (Cencupe). Прозрачността на водата се движи в границите от 2 до 8 метра, в зависимост от времето и сезона.

## Фауна
През 2012 г. са направени проучвания за количеството и разнообразието на рибните запаси в Латвия. От четирите изследвани езера, в Дридзис са открити най-голямо количество рипус, и най-голямо рибно разнообразие. Количеството рипус в езерото е много важно, тъй като този вид риба постепенно изчезва от много водоеми. През 1930-те години тя се е срещала в 30 латвийски езера, през 1960-те – в 11, а през 1990-те – само в 5. От 1995 г. видът е включен в Червената книга на Латвия като рядък вид от 3-та категория.
Рибите, които обитават Дридзис са 14 вида – огромни щуки, херинга, платика, костур, червеноперка, лин, рипус, бабка, обикновен бибан, налим, балтийска селда, рутилус, cobitis taenia, попчета. По протежение на бреговете на езерото и островите има големи колонии от раци. През месец май 2011 в езерото са пуснати 150 000 малки щуки, които да компенсират загубите от риболова.

## Рекреация
Поради голямото рибно разнообразие, риболовът и спортният риболов са добре развити. Ежегодно в езерото се провеждат състезания по подводен риболов. На брега на Дридзис е изграден комплекс за отдих, къмпинг и кей за по-лесно отплаване и акостиране на лодки. Близо до него има възможност за гмуркане до 15 метра. Разполага с потопена на 3 m платформа за начинаещи аквалангисти.
От 2010 г. клуб „Посейдон-Краслава“ започва организирането на лицензиран подводен риболов в Дридзис. Според условията, при които това е разрешено, клубът се задължава да попълва периодично рибните ресурси в езерото. „Посейдон-Краслава“ започва да изпълнява поетия ангажимент още от следващата година, с пускането във водите на малки щуки.